# Festival de la Canción de Eurovisión Junior 2003
El I Festival de la Canción de Eurovisión Junior para cantantes con edades comprendidas entre los 8 y 15 años, se celebró el 15 de noviembre de 2003 en el Forum Copenhagen de la ciudad de Copenhague, Dinamarca. La gala fue presentada por Camilla Ottesen y Remee.
El país ganador fue Croacia, que fue representado por Dino Jelusić de 11 años. La canción ganadora «Ti si moja prva ljubav» recibió puntos de todos los países participantes (al igual que las canciones posicionadas entre el 2.° y 6.° lugar), incluyendo 3 puntuaciones máximas. En segunda posición quedó España con la canción «Desde el cielo», interpretada por Sergio y dedicada a su madre fallecida. El podio lo completó Tom Morley, de Reino Unido, con el tema «My Song for the World».

## Orígenes e historia
En abril de 2000, la emisora danesa Danmarks Radio realizó un concurso de canciones para cantantes de 8 a 15 años, conocido como MGP Junior. El formato resultó ser un éxito y llamó la atención de Noruega y Suecia en 2002, creando un concurso de canciones pre-sandino llamado MGP Nordic. La UER recogió la idea de un concurso de canciones protagonizado por niños y abrió el concurso a todas las emisoras miembros de la UER, convirtiéndolo en un evento paneuropeo.

## Países participantes
Alemania, Eslovaquia y Finlandia mostraron interés en participar, en un principio e incluso se les incluyó en el sorteo para determinar a los participantes. Sin embargo, más tarde confirmaron que no participarían en el certamen.

### Canciones y selección
| País y TV         | Título original de la canción | Artista            | Proceso y fecha de selección                                        |
| País y TV         | Traducción al español         | Idiomas            | Proceso y fecha de selección                                        |
| ----------------- | ----------------------------- | ------------------ | ------------------------------------------------------------------- |
| Bélgica VRT       | "De vriendschapsband"         | X!nk               | Eurosong for Kids, 22 de septiembre de 2003                         |
| Bélgica VRT       | La banda de la amistad        | Neerlandés         | Eurosong for Kids, 22 de septiembre de 2003                         |
| Bielorrusia BTRC  | "Tantsuy"                     | Volha Satsiuk      | Eleccion interna, 27-09-2003                                        |
| Bielorrusia BTRC  | Danzar                        | Bielorruso         | Eleccion interna, 27-09-2003                                        |
| Chipre CyBC       | "Mia efhi"                    | Theodora Rafti     | Eleccion interna 12-09-2003 (Presentación de la canción 15-09-2003) |
| Chipre CyBC       | Un deseo                      | Griego             | Eleccion interna 12-09-2003 (Presentación de la canción 15-09-2003) |
| Croacia HRT       | "Ti si moja prva ljubav"      | Dino Jelusić       | Final nacional, 7 de julio de 2003                                  |
| Croacia HRT       | Eres mi primer amor           | Croata             | Final nacional, 7 de julio de 2003                                  |
| Dinamarca DR      | "Arabiens drøm"               | Anne Gadegaard     | MGP 2003, 3 de mayo de 2003                                         |
| Dinamarca DR      | Sueño Árabe                   | Danés              | MGP 2003, 3 de mayo de 2003                                         |
| España RTVE       | "Desde el cielo"              | Sergio             | Eurojunior, 22 de septiembre de 2003                                |
| España RTVE       | -                             | Español            | Eurojunior, 22 de septiembre de 2003                                |
| Grecia ERT        | "Fili gia panta"              | Nicolas Ganopoulos | Final nacional, 10 de octubre de 2003                               |
| Grecia ERT        | Amigos para siempre           | Griego             | Final nacional, 10 de octubre de 2003                               |
| Letonia LTV       | "Tu esi vasarā"               | Dzintars Cica      | Final nacional, 8 de junio de 2003                                  |
| Letonia LTV       | Estás en verano               | Letón              | Final nacional, 8 de junio de 2003                                  |
| Macedonia MKRTV   | "Ti ne me poznavaš"           | Marija & Viktorija | Final nacional, 28 de junio de 2003                                 |
| Macedonia MKRTV   | No me reconoce                | Macedonio          | Final nacional, 28 de junio de 2003                                 |
| Malta PBS         | "Like a star"                 | Sarah Harrison     | Final nacional, 6 de septiembre de 2003                             |
| Malta PBS         | Como una estrella             | Inglés             | Final nacional, 6 de septiembre de 2003                             |
| Noruega NRK       | "Sinnsykt gal forelsket"      | 2U                 | MGP jr. (Melodi Grand Prix Junior 2003), 6 de septiembre de 2003    |
| Noruega NRK       | Loca de amor                  | Noruego            | MGP jr. (Melodi Grand Prix Junior 2003), 6 de septiembre de 2003    |
| Países Bajos AVRO | "Mijn Ogen Zeggen Alles"      | Roel               | Junior Eurovisie Songfestival 2003, 20 de septiembre de 2003        |
| Países Bajos AVRO | Mis ojos lo dicen todo        | Neerlandés         | Junior Eurovisie Songfestival 2003, 20 de septiembre de 2003        |
| Polonia TVP       | "Coś mnie nosi"               | Kasia Zurawik      | Final nacional, 28 de septiembre de 2003                            |
| Polonia TVP       | Algo me llama                 | Polaco             | Final nacional, 28 de septiembre de 2003                            |
| Reino Unido ITV   | "My song for the world"       | Tom Morley         | Final nacional, 6 de septiembre de 2003                             |
| Reino Unido ITV   | Mi canción para el mundo      | Inglés             | Final nacional, 6 de septiembre de 2003                             |
| Rumanía TVR       | "Tobele sunt viaţa mea"       | Bubu               | Final nacional, 6 de octubre de 2003                                |
| Rumanía TVR       | Los tambores son mi vida      | Rumano             | Final nacional, 6 de octubre de 2003                                |
| Suecia SVT        | "Stoppa mig"                  | The Honeypies      | Lilla Melodifestivalen 2003, 4 de octubre de 2003                   |
| Suecia SVT        | Párame                        | Sueco              | Lilla Melodifestivalen 2003, 4 de octubre de 2003                   |

## Resultados
La final del festival tuvo lugar el 15 de noviembre de 2003 en Copenhague, Dinamarca. En el evento participaron 16 canciones representando a 16 países. Tras la presentación de estos, se dio paso al inicio del intervalo de votación. El sistema de votación fue igual al del Festival de Eurovisión tradicional, con los países entregando de 1 a 8, 10 y 12 puntos a los concursantes más votados por llamadas telefónicas o SMS. Tras la votación, un representante de cada país comenzó a mencionar los países que recibieron de 1 a 8, 10 y 12 puntos.
Dino Jelusić, representante de Croacia se convirtió en el primer ganador en la historia del festival, alzándose con la victoria al obtener 134 puntos (incluidas 3 máximas puntuaciones) y ser votado por todos los países. Su canción "Ti Si Moja Prva Ljubav" fue la 2° en ser interpretada esa noche, con lo cual se rompía la maldición presente en la versión adulta en la que los participantes en esa posición nunca han ganado el concurso. Además fue el primer participante en ganar actuando solo en el escenario. España, quien comenzó liderando la tabla, pero que perdería después de unos momentos, se quedaría con el 2° lugar, con la balada "Desde El Cielo" interpretada por Sergio.
| N.º | País            | Artista(s)         | Canción                | Lugar | Puntos |
| --- | --------------- | ------------------ | ---------------------- | ----- | ------ |
| 01  | Grecia          | Nicolas Ganopoulos | Fili gia panta         | 8     | 53     |
| 02  | Croacia         | Dino Jelusić       | Ti si moja prva ljubav | 1     | 134    |
| 03  | Chipre          | Theodora Rafti     | Mia efhi               | 14    | 16     |
| 04  | Bielorrusia     | Volha Satsiuk      | Tantsuy                | 4     | 103    |
| 05  | Letonia         | Dzintars Cica      | Tu esi vasarā          | 9     | 37     |
| 06  | Macedonia (ARY) | Marija & Viktorija | Ti ne me poznavaš      | 12    | 19     |
| 07  | Polonia         | Kasia Zurawik      | Coś mnie nosi          | 16    | 3      |
| 08  | Noruega         | 2U                 | Sinnsykt gal forelsket | 13    | 18     |
| 09  | España          | Sergio             | Desde el cielo         | 2     | 125    |
| 10  | Rumania         | Bubu               | Tobele sunt viata mea  | 10    | 35     |
| 11  | Bélgica         | X!nk               | De vriendschapsband    | 6     | 83     |
| 12  | Reino Unido     | Tom Morley         | My song for the world  | 3     | 118    |
| 13  | Dinamarca       | Anne Gadegaard     | Arabiens drøm          | 5     | 93     |
| 14  | Suecia          | The Honeypies      | Stoppa mig             | 15    | 12     |
| 15  | Malta           | Sarah Harrison     | Like a star            | 7     | 56     |
| 16  | Países Bajos    | Roel               | Mijn ogen zeggen alles | 11    | 23     |

### Portavoces
| - Bélgica - Judith Bussé - Bielorrusia - ¿? - Chipre - ¿? - Croacia - ¿? - Dinamarca - ¿? - España - Jimmy Castro - Grecia - Chloe Sofía Boleti - Letonia - David Daurins |  | - Macedonia - ¿? - Malta - ¿? - Noruega - ¿? - Países Bajos - Aisa - Polonia - ¿? - Reino Unido - Sasha Stevens - Rumania - ¿? - Suecia - Siri Lindgren |  |

### Tabla de puntuaciones
| ......Participante..... | Pts. | Bandera de Grecia | Bandera de Croacia | Bandera de Chipre | Bandera de Bielorrusia | Bandera de Letonia | Bandera de Macedonia del Norte | Bandera de Polonia | Bandera de Noruega | Bandera de España | Bandera de Rumania | Bandera de Bélgica | Bandera del Reino Unido | Bandera de Dinamarca | Bandera de Suecia | Bandera de Malta | Bandera de los Países Bajos |
| ----------------------- | ---- | ----------------- | ------------------ | ----------------- | ---------------------- | ------------------ | ------------------------------ | ------------------ | ------------------ | ----------------- | ------------------ | ------------------ | ----------------------- | -------------------- | ----------------- | ---------------- | --------------------------- |
| Grecia                  | 53   |                   | 7                  | 12                | 1                      | 5                  | 1                              | 1                  | 7                  | 0                 | 5                  | 2                  | 7                       | 1                    | 3                 | 0                | 1                           |
| Croacia                 | 134  | 10                |                    | 8                 | 10                     | 8                  | 12                             | 10                 | 12                 | 2                 | 12                 | 8                  | 8                       | 8                    | 8                 | 8                | 10                          |
| Chipre                  | 16   | 12                | 0                  |                   | 0                      | 0                  | 0                              | 0                  | 1                  | 0                 | 0                  | 0                  | 3                       | 0                    | 0                 | 0                | 0                           |
| Bielorrusia             | 103  | 5                 | 12                 | 6                 |                        | 10                 | 10                             | 12                 | 10                 | 1                 | 7                  | 5                  | 5                       | 4                    | 7                 | 6                | 3                           |
| Letonia                 | 37   | 0                 | 5                  | 0                 | 8                      |                    | 4                              | 3                  | 3                  | 0                 | 1                  | 3                  | 1                       | 0                    | 0                 | 3                | 6                           |
| Macedonia (ARY)         | 19   | 0                 | 10                 | 0                 | 2                      | 0                  |                                | 0                  | 0                  | 0                 | 0                  | 0                  | 0                       | 0                    | 1                 | 2                | 4                           |
| Polonia                 | 3    | 0                 | 0                  | 0                 | 3                      | 0                  | 0                              |                    | 0                  | 0                 | 0                  | 0                  | 0                       | 0                    | 0                 | 0                | 0                           |
| Noruega                 | 18   | 0                 | 1                  | 0                 | 0                      | 3                  | 2                              | 0                  |                    | 5                 | 0                  | 0                  | 0                       | 3                    | 4                 | 0                | 0                           |
| España                  | 125  | 8                 | 8                  | 10                | 6                      | 12                 | 8                              | 8                  | 6                  |                   | 8                  | 10                 | 12                      | 6                    | 6                 | 10               | 7                           |
| Rumania                 | 35   | 4                 | 0                  | 5                 | 0                      | 2                  | 5                              | 2                  | 0                  | 6                 |                    | 6                  | 0                       | 0                    | 0                 | 5                | 0                           |
| Bélgica                 | 83   | 3                 | 6                  | 2                 | 7                      | 4                  | 6                              | 6                  | 4                  | 8                 | 3                  |                    | 6                       | 7                    | 5                 | 4                | 12                          |
| Reino Unido             | 118  | 7                 | 4                  | 7                 | 12                     | 7                  | 3                              | 7                  | 5                  | 10                | 10                 | 4                  |                         | 12                   | 10                | 12               | 8                           |
| Dinamarca               | 93   | 6                 | 2                  | 4                 | 5                      | 6                  | 7                              | 5                  | 8                  | 12                | 6                  | 7                  | 4                       |                      | 12                | 7                | 2                           |
| Suecia                  | 12   | 0                 | 0                  | 1                 | 0                      | 0                  | 0                              | 0                  | 2                  | 3                 | 0                  | 0                  | 0                       | 5                    |                   | 1                | 0                           |
| Malta                   | 56   | 2                 | 3                  | 3                 | 4                      | 1                  | 0                              | 4                  | 0                  | 7                 | 4                  | 1                  | 10                      | 10                   | 2                 |                  | 5                           |
| Países Bajos            | 23   | 1                 | 0                  | 0                 | 0                      | 0                  | 0                              | 0                  | 0                  | 4                 | 2                  | 12                 | 2                       | 2                    | 0                 | 0                |                             |

#### Máximas puntuaciones
Tras la votación los países que recibieron 12 puntos (máxima puntuación que podía otorgar el jurado) fueron:
| N. | A            | De                                |
| -- | ------------ | --------------------------------- |
| 3  | Croacia      | Macedonia (ARY), Noruega, Rumania |
| 3  | Reino Unido  | Bielorrusia, Dinamarca, Malta     |
| 2  | Bielorrusia  | Croacia, Polonia                  |
| 2  | Dinamarca    | España, Suecia                    |
| 2  | España       | Letonia, Reino Unido              |
| 1  | Bélgica      | Países Bajos                      |
| 1  | Chipre       | Grecia                            |
| 1  | Grecia       | Chipre                            |
| 1  | Países Bajos | Bélgica                           |

## Curiosidades
- Bielorrusia hizo su debut en esta edición, un año antes que en el Festival de la Canción de Eurovisión 2004.